# Vincent Gardenia
Vincent Gardenia, nato Vincenzo Gardenia Scognamiglio (Ercolano, 7 gennaio 1920 – Filadelfia, 9 dicembre 1992), è stato un attore italiano naturalizzato statunitense.

## Biografia
Gardenia nacque a Ercolano il 7 gennaio 1920, figlio di Gennaro Gardenia Scognamiglio e di Elisa Ausiello. Emigrò con la famiglia negli Stati Uniti all'età di 2 anni, stabilendosi a New York, più precisamente nel borough di Brooklyn.
Debuttò in una commedia teatrale in inglese nel 1955, ma dall'età di cinque anni fino al 1960 recitò in italiano nella compagnia teatrale fondata dal padre, composta da soli emigranti italiani, che si esibiva per un pubblico di italoamericani.

Vincent Gardenia ne Il grande racket (1976)

Gardenia è ricordato anche per il ruolo del cuoco Frank Lorenzo, vicino di casa dei Bunker nel corso della quarta stagione della popolare sitcom Arcibaldo.
Candidato due volte ai premi Oscar, nel 1974 e nel 1988, morì di infarto nel 1992, a 72 anni.

## Filmografia parziale

### Cinema
- L'assassino ha lasciato la firma (Cop Hater), regia di William Berke (1958)
- Sindacato assassini (Murder, Inc.), regia di Burt Balaban, Stuart Rosenberg (1960)
- Gangster contro gangster (Mad Dog Coll), regia di Burt Balaban (1961)
- Lo spaccone (The Hustler), regia di Robert Rossen (1961)
- Uno sguardo dal ponte (Vu du pont), regia di Sidney Lumet (1962)
- Il terzo giorno (The Third Day), regia di Jack Smight (1965)
- Senza un filo di classe (Where's Poppa?), regia di Carl Reiner (1970)
- Piccoli omicidi (Little Murders), regia di Alan Arkin (1971)
- Una scommessa in fumo (Cold Turkey), regia di Norman Lear (1971)
- La morte arriva con la valigia bianca (Hickey & Boggs), regia di Robert Culp (1972)
- Batte il tamburo lentamente (Bang the Drum Slowly), regia di John D. Hancock (1973)
- Lucky Luciano, regia di Francesco Rosi (1973)
- Il giustiziere della notte (Death Wish), regia di Michael Winner (1974)
- Prima pagina (The Front Page), regia di Billy Wilder (1974)
- La banca di Monate, regia di Francesco Massaro (1975)
- Il grande racket, regia di Enzo G. Castellari (1976)
- Bordella, regia di Pupi Avati (1976)
- Luna di miele in tre, regia di Carlo Vanzina (1976)
- Quella pazza famiglia Fikus (Fire Sale), regia di Alan Arkin (1977)
- Il circuito della paura (Greased Lightning), regia di Michael Schultz (1977)
- Il paradiso può attendere (Heaven Can Wait), regia di Warren Beatty, Buck Henry (1978)
- Bocca da fuoco (Firepower), regia di Michael Winner (1979)
- L'ultima casa vicino al lago (Sensività), regia di Enzo G. Castellari (1979)
- Home Movies - Vizietti familiari (Home Movies), regia di Brian De Palma (1980)
- L'ultimo viaggio dell'arca di Noè (The Last Flight of Noah's Ark), regia di Charles Jarrott (1980)
- Il giustiziere della notte n. 2 (Death Wish 2), regia di Michael Winner (1982)
- Ciao nemico, regia di Enzo Barboni (1983)
- Dinosauri a colazione (Movers & Shakers), regia di William Asher (1985)
- La piccola bottega degli orrori (Little Shop of Horrors), regia di Frank Oz (1986)
- Stregata dalla luna (Moonstruck), regia di Norman Jewison (1987)
- Cheeeese, regia di Bernhard Weber (1988)
- Cavalli si nasce, regia di Sergio Staino (1989)
- Skin Deep - Il piacere è tutto mio (Skin Deep), regia di Blake Edwards (1989)
- Il padrone di casa (The Super), regia di Rod Daniel (1991)

### Televisione
- The Nurses – serie TV, episodi 1x25-2x10-2x33 (1963-1964)
- Assistente sociale (East Side/West Side) – serie TV, episodio 1x20 (1964)
- Gli inafferrabili (The Rogues) – serie TV, episodi 1x04-1x09-1x25-1x28 (1964-1965)
- La grande vallata (The Big Valley) – serie TV, episodio 1x01 (1965)
- Ben Casey – serie TV, episodi 5x15-5x16-5x17 (1965-1966)
- Hawk l'indiano (Hawk) – serie TV, episodio 1x09 (1966)
- Le spie (I Spy) – serie TV, episodio 2x23 (1967)
- Kojak – serie TV, episodio 3x14 (1975)
- L'America in bicicletta (Breaking Away) – serie TV, episodio 1x08 (1980)
- Kennedy – miniserie TV (1983)
- Ai confini della realtà (The Twilight Zone) – serie TV, episodio 1x06 (1985)
- L.A. Law - Avvocati a Los Angeles (L.A. Law) – serie TV, 7 episodi (1990)

## Riconoscimenti
- Premio Oscar

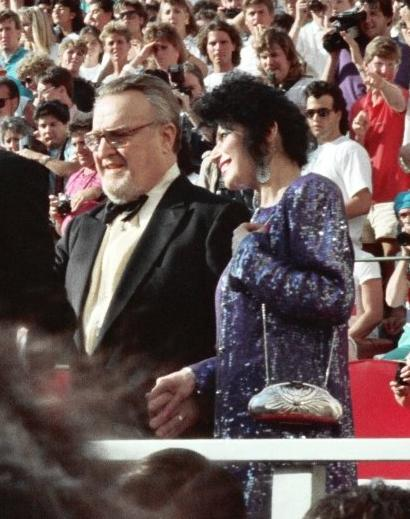
Vincent Gardenia con sua moglie ai premi Oscar 1988

  - 1974 – Candidatura al miglior attore non protagonista per Batte il tamburo lentamente
  - 1988 – Candidatura al miglior attore non protagonista per Stregata dalla luna

- Primetime Emmy Awards
  - 1990 – Miglior attore non protagonista in una miniserie o film TV per Age-Old Friends

## Doppiatori italiani
Nelle versioni in italiano delle opere in cui ha recitato, Vincent Gardenia è stato doppiato da:
- Sergio Fiorentini in Bocca da fuoco, Ciao nemico, Stregata dalla luna, Il padrone di casa
- Antonio Guidi in Lucky Luciano, Il giustiziere della notte, La banca di Monate
- Carlo Romano in Piccoli omicidi, Prima pagina
- Renato Mori in Il paradiso può attendere, L'ultimo viaggio dell'arca di Noè
- Mario Bardella in Batte il tamburo lentamente
- Ferruccio Amendola in Il grande racket
- Luciano De Ambrosis in Una domenica al mese
- Oreste Lionello in Il giustiziere della notte n. 2
- Glauco Onorato in Kennedy
- Giampaolo Rossi in Ai confini della realtà
- Silvio Spaccesi in La piccola bottega degli orrori
- Elia Iezzi in L.A. Law - Avvocati a Los Angeles
- Massimo Corvo in Skin Deep - Il piacere è tutto mio